# Hervé Charpentier
 (février 2017).
Si vous disposez d'ouvrages ou d'articles de référence ou si vous connaissez des sites web de qualité traitant du thème abordé ici, merci de compléter l'article en donnant les références utiles à sa vérifiabilité et en les liant à la section « Notes et références ».
Hervé Charpentier, né le 19 septembre 1955 à Meknès (Maroc), est un militaire français.
Général d'armée, il est le 137e Gouverneur militaire de Paris du 1er août 2012 au 31 juillet 2015.

## Biographie
Il est admis à l’École spéciale militaire de Saint-Cyr en 1975, il appartient à la promotion « Capitaine Henri Guilleminot ». À la fin de sa scolarité, il choisit de servir dans l’infanterie de marine.
Nommé lieutenant en 1978 à la fin de l’École d'application de l'infanterie, il sert tout d'abord au 8e régiment de parachutistes d'infanterie de marine de Castres jusqu'en 1981, en qualité de chef de la section de chuteurs opérationnels. Il participe alors aux opérations Barracuda en République centrafricaine (1979) et Saintonge au Vanuatu (1980).
Il rejoint ensuite le 23e bataillon d'infanterie de marine de Dakar en tant que chef de section puis d'officier adjoint de la compagnie d'infanterie. Il est promu capitaine en 1982.
De nouveau muté en 1983, il rentre en métropole pour rejoindre le 3e régiment de parachutistes d'infanterie de marine de Carcassonne où il sert comme officier opération lors de l'opération Diodon 4 au Liban puis comme commandant de la 2e compagnie d'infanterie de 1984 à 1986. Il rejoint ensuite le Zaïre comme conseiller du commandant du 312e bataillon de la 31e brigade parachutiste zaïroise.
Promu chef de bataillon en 1988, il est muté à l'état-major de l'armée de terre à paris avant d'être admis à l'école de guerre en 1991.
Devenu lieutenant-colonel, il rejoint de 1993 à 1995 le 1er régiment de parachutistes d'infanterie de marine (Forces Spéciales) de Bayonne en tant que chef du bureau opération. Il participera alors aux opérations Balbuzard Noir en ex-Yougoslavie et Turquoise au Rwanda.
En juin 1997, il prend le commandement du 6e bataillon d'infanterie de marine de Libreville et est promu colonel en décembre. Il est admis comme auditeur au centre des hautes études militaires et à l'institut des hautes études de la Défense nationale en 2001.
Cette carrière le conduit à avoir une connaissance poussée du continent africain. Ainsi, en juillet 2002, il rejoint le cabinet militaire du ministre de la Défense pour diriger la cellule « Afrique et Moyen-Orient ».
Nommé général de brigade le 1er juillet 2005, il prend à la même date le commandement de la 9e brigade légère blindée de marine et est engagé à ce titre comme adjoint opérations lors de l'opération Licorne en Côte d'Ivoire. Deux ans plus tard, il prend le commandement de l'école d'application de l'infanterie puis est nommé général de division en 2008.
Il est élevé aux rang et appellation de général de corps d'armée le 1er juillet 2010 et prend le commandement des forces terrestres à Lille.
Il est nommé le 1er août 2012, officier général de zone de défense et de sécurité de Paris, gouverneur militaire de Paris et commandant de zone Terre Île-de-France.
Le général Charpentier est président du conseil d'administration du musée de l'armée et membre du conseil d'administration de La Saint-Cyrienne.
Le 1er juillet 2015, il est élevé aux rang et appellation de général d'armée. Il est remplacé par le général de corps d'armée Bruno Le Ray le 31 juillet suivant.

## Décorations

### Intitulés
- Commandeur de la Légion d'honneur
- Grand officier de l'ordre national du Mérite
- Croix de la Valeur militaire avec 3 citations
- Croix du combattant
- Médaille d'Outre-Mer
- Médaille de la Défense nationale, échelon argent
- Médaille commémorative française
- Médaille de reconnaissance de la Nation
- Officier de l'ordre de Léopold
- Grand Croix blanche de l'ordre du mérite militaire d'Espagne
- Chevalier de l'ordre de l'Étoile équatoriale (Gabon)
- Officier de l'ordre du Mérite centrafricain
- Médaille MISAB
- Médaille de la gendarmerie du Gabon
- Croix d'honneur de la Bundeswehr
- Diverses autres décorations françaises et étrangères[Lesquelles ?]